# Talsperre Komotau
Die Talsperre Komotau (Kamenička-Talsperre, přehrada Kamenička) liegt im tschechischen Teil des Erzgebirges, einen Kilometer nordwestlich von Bečov in der Gemeinde Blatno.

## Geschichte
Der Komotauer Bürgermeister Anton Schiefer ließ die Talsperre ab 1899 zum Zweck der Trinkwasserversorgung seiner Stadt erbauen. Gestaut wird die Kamenička („Neuhauser Flößbach“), ein linker Zufluss der Chomutovka. 
Projektant war der Stuttgarter Professor Otto Lueger, die ausführende Baufirma war G.A.Wayss & Cie aus Wien. 
Die Staumauer ist eine gekrümmte Gewichtsstaumauer aus Bruchsteinmauerwerk nach dem Intze-Prinzip. Sie wurde zum technischen Nationaldenkmal erklärt.
Zwei Kilometer südwestlich liegt die Talsperre Křimov.